# Pădurea Rendlesham
Pădurea Rendlesham (engleză Rendlesham Forest) este o porțiune de pădure de 1500 de hectare în Suffolk deținută de Comisia Britanică de Silvicultură (engleză Forestry Commission). Este o zonă de recreere, cu facilități pentru excursii, cicliști și rulote. Special pentru entuziaști, ca urmare a incidentului OZN din Pădurea Rendlesham din 1980, acum există un traseu OZN special.